# Махмудов, Магомед Магомеднабиевич
Магомед Магомеднабиевич Махмудов (24 июля 1991) — российский тхэквондист. Призёр чемпионата России.

## Спортивная карьера
В ноябре 2015 года в Сочи стал бронзовым призёром чемпионата России. 6 апреля 2016 года приказом министерства спорта № 25-нг ему присвоено звание мастер спорта России. После окончания спортивной карьеры работает тренером в махачкалинской школе «Чемпион». 

## Достижения
- Чемпионат России по тхэквондо 2015 — ;